# Dunaszekcső
Dunaszekcső (deutsch Seetschke, kroatisch Sečuv oder Sečuh, serbisch Сечуј) ist eine ungarische Gemeinde im Kreis Mohács im Komitat Baranya. Knapp 13 Prozent der Bewohner gehören zur Volksgruppe der Ungarndeutschen und 5 Prozent zur Volksgruppe der Roma.

## Geografische Lage
Dunaszekcső liegt 41 Kilometer östlich des Komitatssitzes Pécs, 12 Kilometer nordöstlich der Kreisstadt Mohács, am rechten Ufer der Donau inmitten des Donau-Drau-Nationalparks. Nachbargemeinden sind Bátaszék, Báta, Bár, Somberek und Palotabozsok sowie auf dem gegenüberliegenden Flussufer Dunafalva.

## Geschichte
Dunaszekcső wurde 1015 erstmals urkundlich erwähnt. Im Jahr 1913 gab es in der damaligen Großgemeinde 1289 Häuser und 5881 Einwohner auf einer Fläche von 16.962 Katastraljochen. Sie gehörte zu dieser Zeit zum Bezirk Mohács im Komitat Baranya.

### Latènezeitlicher Schatzfund
Im Jahre 1913 wurde hier in einem Tongefäß aus der Spätlatène (LTD III, 150 v. Chr. bis um Christi Geburt) ein Münzschatz aufgefunden. Die Bronzemünzen in der Gesamtzahl von 800 bis 900 Stück haben drei verschiedene Größen. Die Qualität der Objekte ist sehr schlecht, auch waren einige Rohlinge darunter. Sie sind in die zweite Hälfte des 1. Jahrhunderts v. Chr. zu datieren, dürften aber auch noch zu Beginn der Römerherrschaft in Verwendung gewesen sein.
Im Ungarischen Nationalmuseum (Magyar Nemzeti Múzeum) in Budapest sind rund 170 Stücke des Fundes aufbewahrt.

## Gemeindepartnerschaft
Mit der französischen Gemeinde Le Boulay im Département Indre-et-Loire besteht seit 2005 eine Partnerschaft.

## Sehenswürdigkeiten
- Arzén-Csernojevics-Denkmal, erschaffen von Dragan Dimitrijević
- Nepomuki-Szent-János-Statue, erschaffen 1810 von József Buck
- Petőfi-Reliefgedenktafel, erschaffen 1973 von Miklós Borsos
- Reformierte Kirche
- Römisch-katholische Kirche Sarlós Boldogasszony, erbaut 1804–1819, Klassizismus
- Serbisch-orthodoxe Kirche Görögkeleti Szerb Ortodox templom, erbaut 1750–1759 im barocken Stil
- Szent-Flórián-Statue, erschaffen von 1841 von Mihály Bartalits
- Szentháromság-Säule aus dem Jahr 1734
- Szent-Péter- und Szent-Pál-Statuen, vor der katholischen Kirche
- Weltkriegsdenkmal

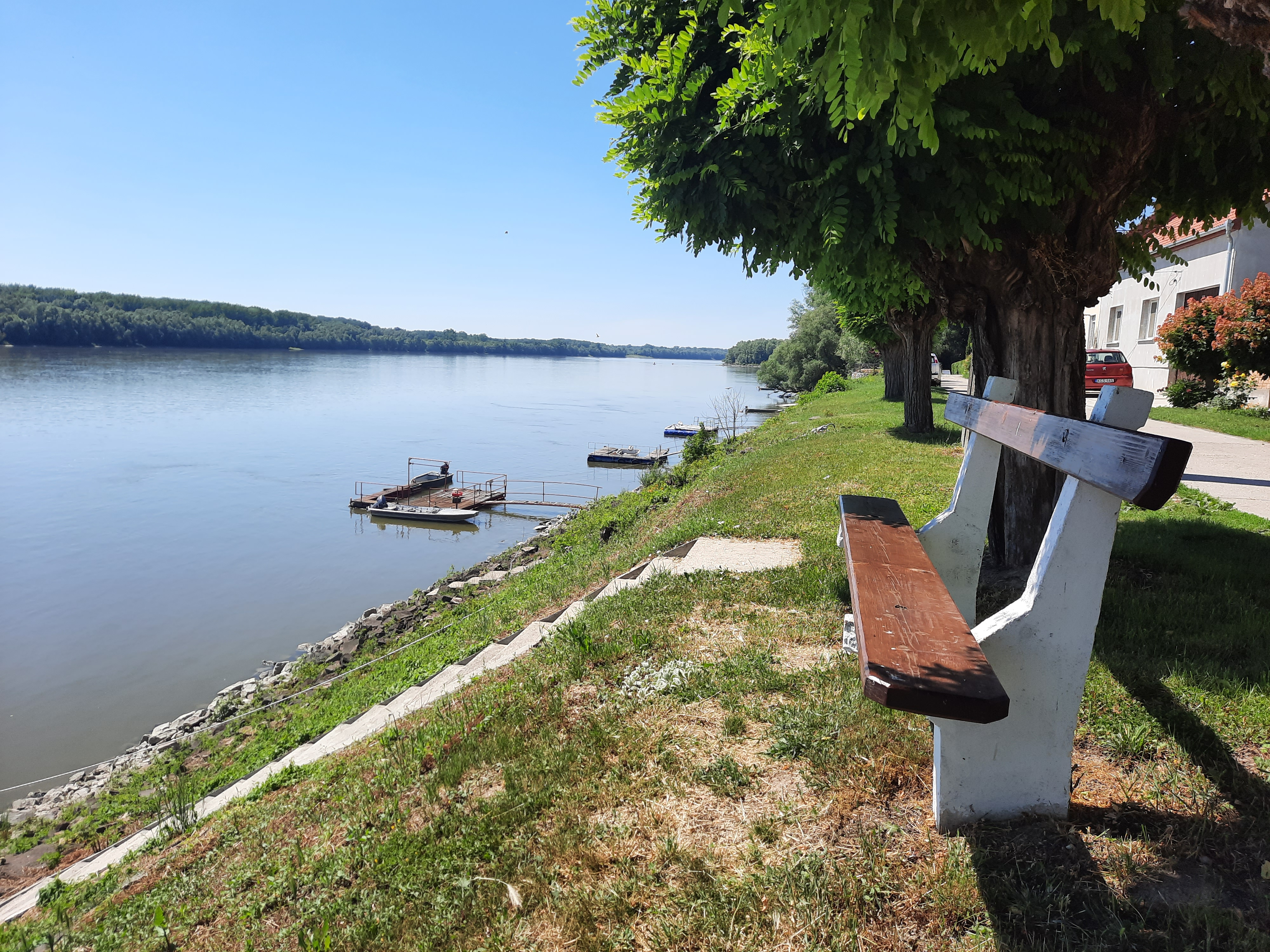
Blick auf die Donau bei Dunaszekcső
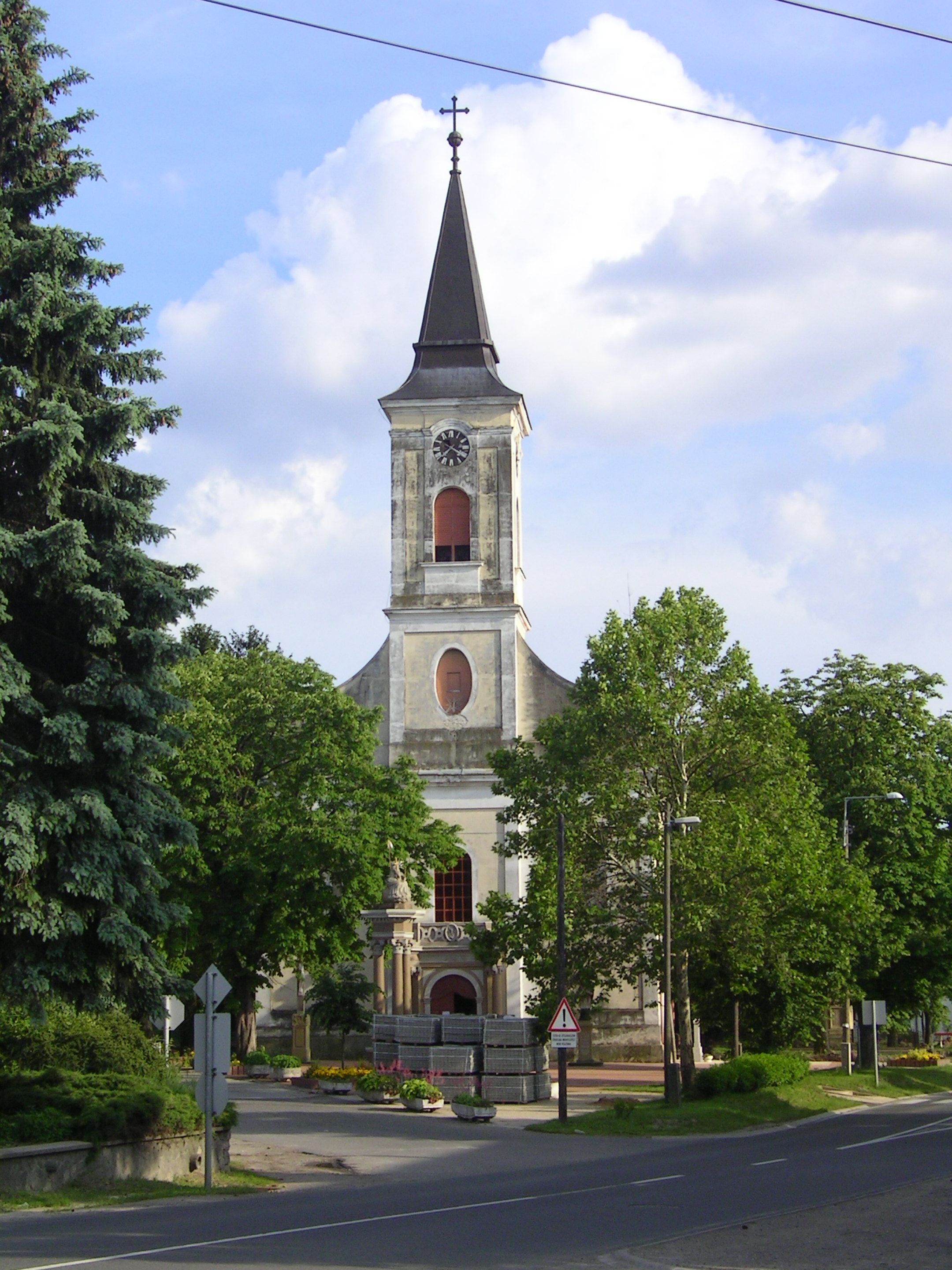
Römisch-katholische Kirche Sarlós Boldogasszony
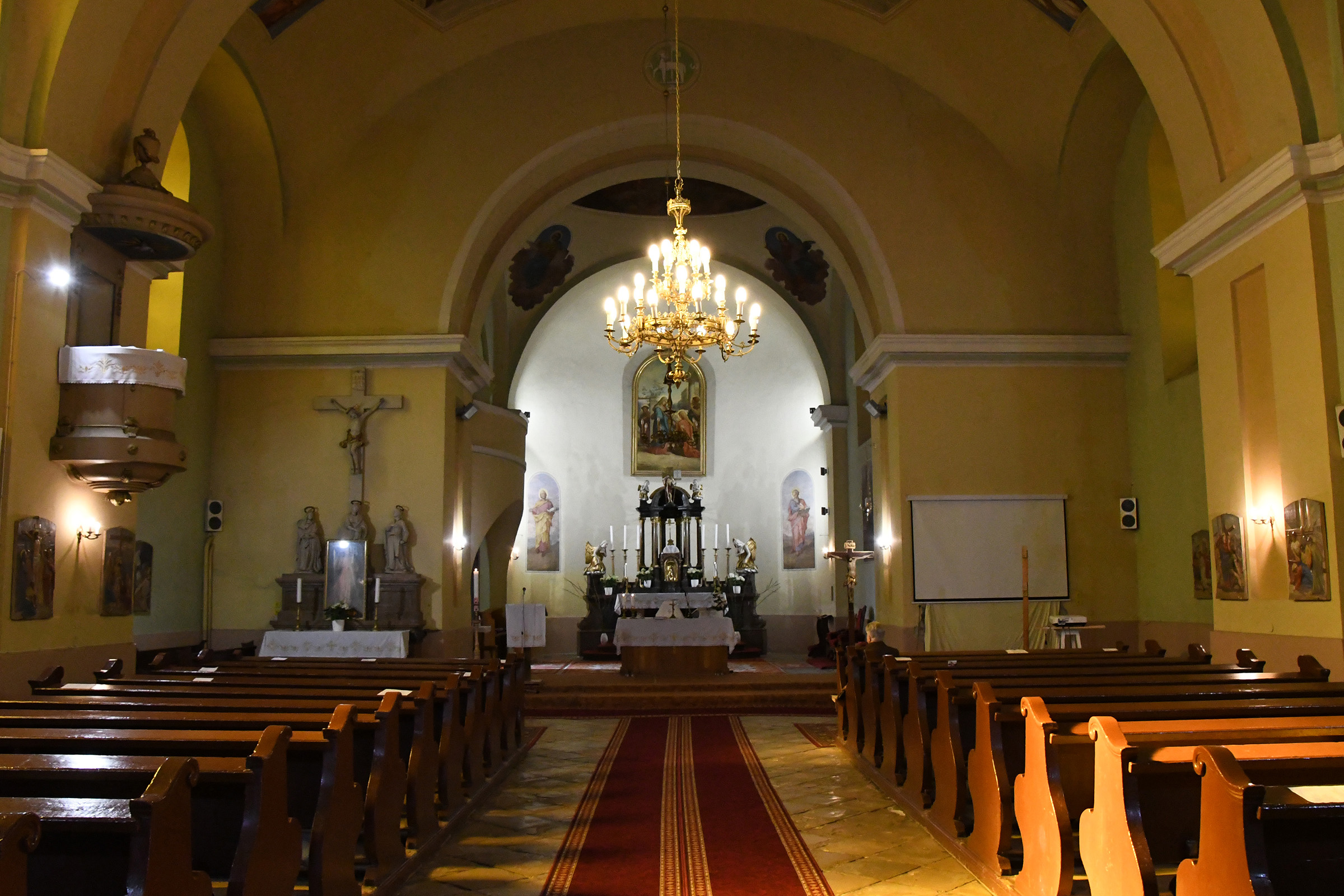
Innenraum der Kirche Sarlós Boldogasszony
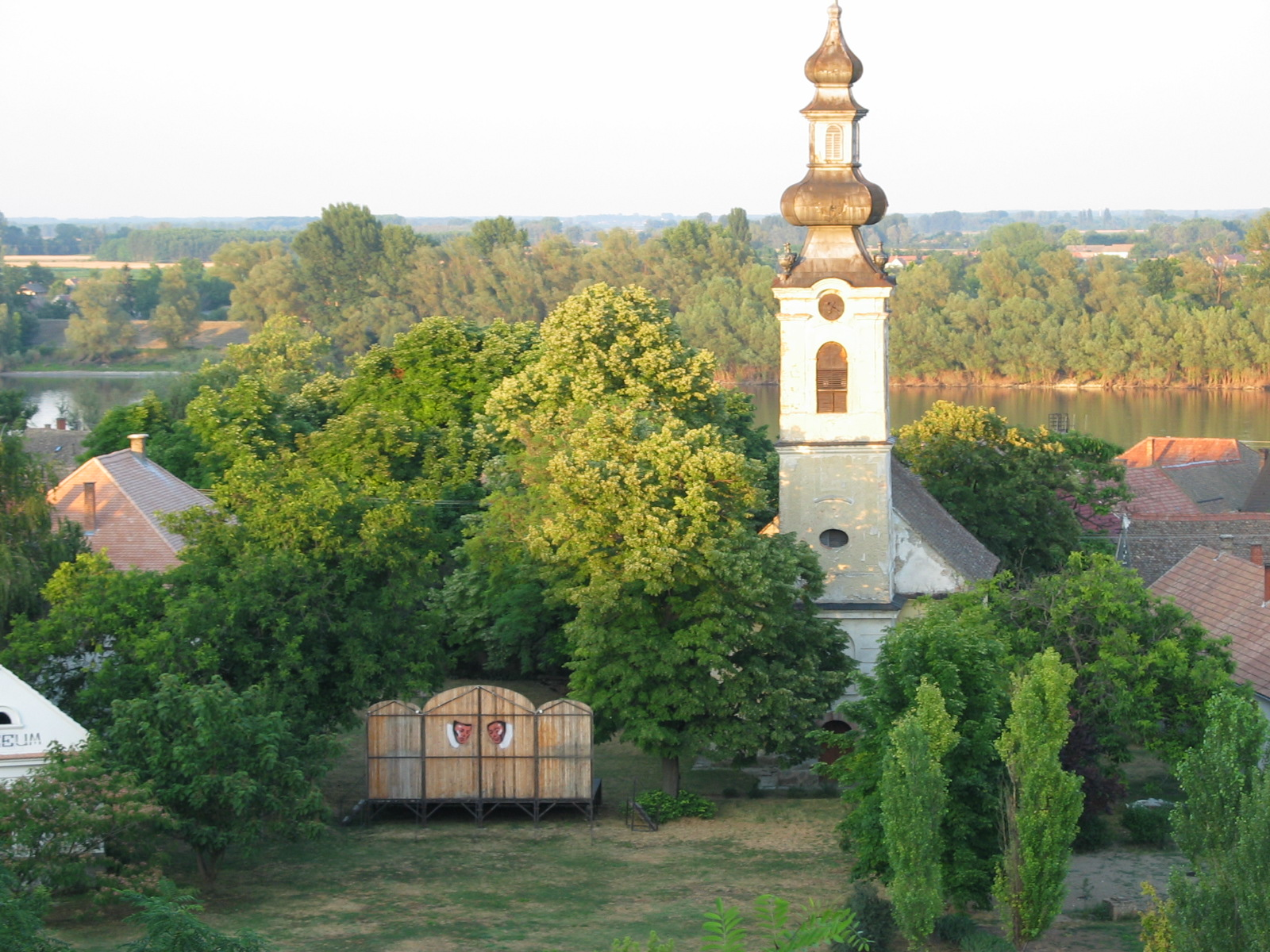
Serbisch-orthodoxe Kirche

## Verkehr
Durch Dunaszekcső verläuft die Hauptstraße Nr. 56. Es bestehen Busverbindungen über Bátaszék nach Baja sowie über Mohács nach Pécs. Die nächstgelegenen Bahnhöfe befinden sich nördlich in Bátaszék und südlich in Mohács. Weiterhin gibt es eine Fährverbindung über die Donau nach Dunafalva.